# Кяфар
Кяфар (рос. Кяфар) — річка в Російській Федерації, що протікає в Зеленчуцькому районі Карачаєво-Черкесії. Ліва притока річки Великий Зеленчук. Довжина — 65 км.